# Встреча (рассказ)
«Встреча» — рассказ Владимира Набокова, относящийся к русскому периоду его творчества. Был написан в 1931 году, опубликован (под псевдонимом В. Сирин) в 1932 году, вошёл в состав сборника «Соглядатай» (Париж, 1938).

## Сюжет и история текста
Главный герой рассказа — русский эмигрант Лев, живущий в Берлине. К нему в гости приходит брат Серафим, после революции оставшийся в России и поддержавший Советскую власть в качестве «спеца», а теперь приехавший в Германию в командировку. В ходе общения братья понимают, что стали абсолютно чужими друг другу людьми. Только одна тема заинтересовала по-настоящему обоих — имя пуделя, которого когда-то приводил с собой на семейную дачу один из гостей. Уже проводив Серафима до станции метро, Лев вспоминает, что собаку звали Шутик.
«Встреча» была написана в середине декабря 1931 года и увидела свет в русской эмигрантской газете «Последние новости», выходившей в Париже, 15 января 1932 года. В 1938 году автор включил рассказ в сборник «Соглядатай». Перевод рассказа на английский язык увидел свет под ироничным названием Reunion, «Воссоединение», а Шутик в нём стал Джокером.